# Jacques Bouffartigue
Pour les articles homonymes, voir Bouffartigue.
Jacques Bouffartigue est un artiste peintre né le 11 octobre 1921 à Paris. Il s'est installé à Crest en 1971 et est mort le 15 septembre 1986 à Valence.

## Biographie
Jacques Bouffartigue commence à peindre, dans un goût impressionniste, à l'âge de quinze ans. La grande rencontre de son adolescence est celle de Maurice de Vlaminck.
Lors de l'exode de 1940, la famille Bouffartigue quitte la France pour New York où Jacques travaille le dessin avec Ossip Zadkine et la peinture en étudiant et copiant les tableaux du Metropolitan Museum of Art.
En 1942, Jacques Bouffartigue rallie la France Libre et est envoyé à l'École militaire des Cadets, au Manoir de Bewdley en Angleterre. Avant d'en sortir officier (Promotion Bir Hakeim, décembre 1942), Il s'y lie d'une profonde amitié intellectuelle avec le jeune poète Jean-Claude Diamant-Berger (Promotion Fezzan-Tunisie, janvier 1943) qui mourra pour la France en juillet 1944. Le sous-lieutenant Jacques Bouffartigue participe pour sa part avec le 2e régiment de chasseurs parachutistes à la libération de la Charente en août 1944, puis à celle de la Hollande (Opération Amherst) en mai 1945.
De 1946 à 1953, Jacques Bouffartigue s'installe à Morvilliers (Eure-et-Loir) afin d'y peindre, essentiellement des paysages et des natures mortes. De 1953 à 1962, il est à Caen employé à la conservation des monuments historiques, tout en peignant le soir. De ces seize années de peinture, il reste fort peu de toiles, tant, en artiste exigeant et insatisfait, Jacques Bouffartigue a beaucoup détruit. Il cessera du reste de peindre lorsqu'en 1962 il sera administrateur de la Maison de la culture de Caen, et ne reprendra le pinceau qu'en 1967 pour s'installer finalement à Crest en 1971.
C'est ainsi que l'œuvre aux couleurs vives, lumineuses, baignant parfois dans un minimalisme de monochromie camaïeutique telle qu'elle nous reste connue aujourd'hui est celle des dix-neuf dernières années (1967-1986) de la trop courte vie de Jacques Bouffartigue. « Ses paysages[...] où il n'hésite pas à regarder le soleil en face sont traités en grands aplats ». La lignée qui est suggérée renvoie aux peintres que Bouffartigue a admirés et qui s'appelaient Nicolas de Staël, Mark Rothko, Serge Poliakoff et Antoni Tapiès.

## Expositions

### Expositions personnelles
- Galerie Christiane Colin, Paris, 1970.
- Galerie Hilda Pertha, Mendocino (Californie), août 1971, décembre 1971.
- Abbaye Notre-Dame de Sénanque, juillet-août 1972.
- Maison de la culture et des loisirs de Saint-Étienne, 1973.
- Galerie de l'Aéroport d'Orly, 1973.
- Théâtre de Caen, 1985.
- Mes Binoche et Godeau, commissaires priseurs, vente de l'atelier Jacques Bouffartigue, Hôtel Drouot, Paris, 13 novembre 1987.
- Espace Liberté, Crest, 1997.
- La plume et le pinceau, Mairie du 16e arrondissement de Paris, décembre 2007 - février 2008[4].

### Expositions collectives
- Exposition d'avril de la Société des amis de la peinture moderne, Galerie du Tourtour, Paris, 1972 à 1980.

## Collections publiques
- Fonds régional d'art contemporain, Caen.